# Кракатау
Кракатау (індонез. Krakatau, порт. Krakatao) — вулканічний острів в Зондській протоці між островами Ява та Суматра в Індонезії. Цю назву вживають щодо острівної групи Архіпелаг Кракатау, головного острова (також званого Раката), нового острова-вулкана Анак-Кракатау і вулкана загалом.

## Виверження

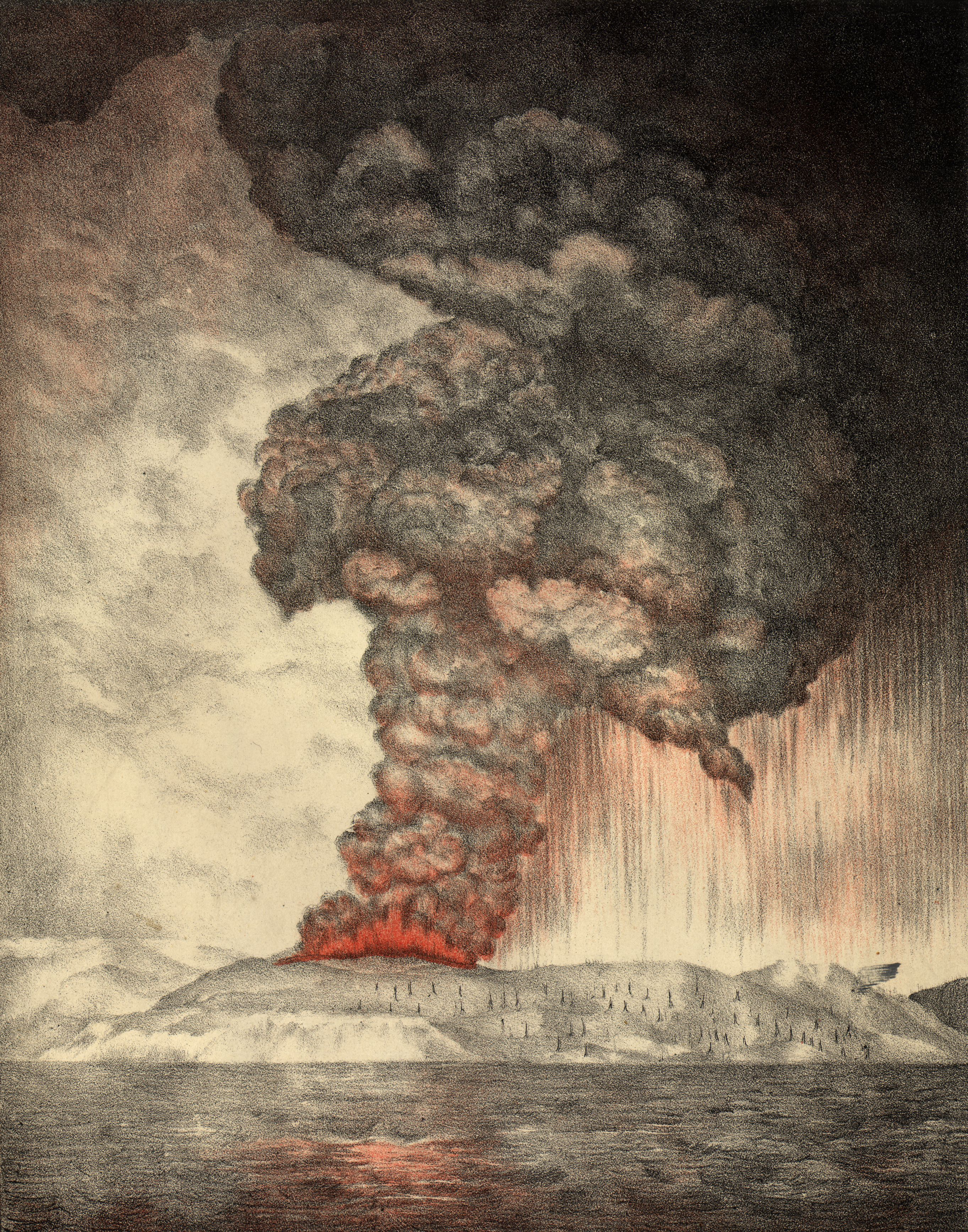
Малюнок вулкана Кракатау, зроблений у перший половині XIX сторіччя.

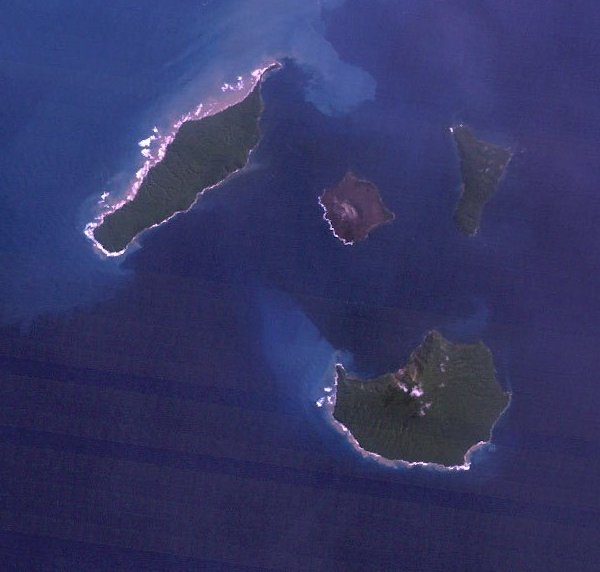
Супутниковий знімок, зроблений 18 травня 1992 р. В центрі острів Анак Кракатау.

Вулкан вивергався багаторазово, масштабно і з катастрофічними наслідками протягом історичного періоду. Найвідоміше виверження сталося у другій половині дня 26 серпня 1883 року за Європейським часом (вранці 27 серпня 1883 за місцевим часом).
Під час виверження 1883 року вулкан викинув понад 25 кубічних кілометрів каміння, попелу та пемзи і створив найгучніший історично відомий звук — катастрофічний вибух було добре чути в місцях на таких далеких відстанях, як Перт в Австралії (приблизно 3100 км), і острів Родригес поблизу Маврикію (приблизно за 4800 км). За оцінками, енергія, що виділилася від вибуху, дорівнювала приблизно 200 мегатонн тротилу, що приблизно в чотири рази перевищує потужність «Цар-бомби», найпотужнішої термоядерної зброї, що коли-небудь була випробувана людством. Ударна хвиля в атмосфері обійшла Землю сім разів і була реєстрована протягом п'яти днів. Поблизу острова Кракатау, відповідно до офіційних записів, зруйновано 165 міст та сіл і 132 серйозно пошкоджено, щонайменше 36 417 людей загинуло і багато тисяч потерпіло внаслідок виверження, переважно від цунамі, спричинених вибухом. Вибух зруйнував дві третини головного кратера Раката Кракатау, який перед тим сягав висоти 2000 м і всю центральну та північну частину острова з кратерами Пербоєватан та Данан. Після виверження декілька років спостерігалися інтенсивні свічення неба, зменшення прозорості атмосфери Землі, зниження температури повітря.
Нові виверження вулкана, починаючи з 1927 року, утворили новий острів, названий Анак Кракатау (індонез. Anak Krakatau «Дитя Кракатау»).
Кракатау (Анак Кракатау) є активним вулканом — останнє виверження почалось у 1994 році. Заповідник Кракатау (площею 2,5 тис. га) засновано в 1919 році.

## Географія
Площа вулкана Кракатау (острів Раката) становить 10,5-12 км², острова Анак Кракатау — близько 3,5 км². Він складається з базальтів, андезитів, ріолітів. Максимальна висота (острів Раката) 813 м. Висота вулкана Анак Кракатау, через інтенсивні виверження, постійно змінюється і за різними джерелами становить від 110 м до 155 м і навіть до 288 м над рівнем моря. Більша частина кальдери розташована під водою і має діаметр 4,0—5,5 км. В північно-західній частині острова Раката є крута стіна — оголений обрив, що прямовисно спадає в море, за формою він нагадує собою велику відкриту дамбу, що є нічим іншим, як залишками колишньої, південно-східної частини стіни колишнього (до 1883 року) головного і найпівденнішого кратера Раката вулкана Кракатау. Лінзоподібна екструзія (виступ) невідомого походження, діаметром до 6 метрів, майже в центрі прямовисної стіни на висоті приблизно 320 метрів від води, отримала назву «Око Кракатау».

## Галерея
| Анак Кракатау, 21 вересня 2007 | Зміна Кракатау, між 1880 і 2005 | Острів Раката. Прикордонний корабель | Виверження Анак Кракатау, 2008 |